# Dzień trzech wiedźm

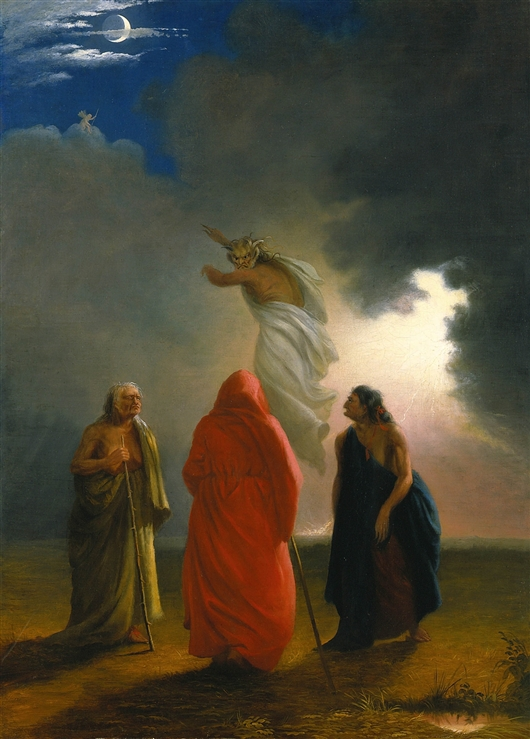
William Rimmer: Trzy wiedźmy wyczarowują zjawę

Dzień trzech wiedźm (ang. triple witching day) – popularna w kręgach ekonomistów nazwa trzeciego piątku każdego trzeciego miesiąca kwartału, kiedy to na giełdach finansowych notuje się największą zmienność. Szczególnie zmienna w te dni jest ostatnia godzina notowań, zwana godziną trzech wiedźm (triple witching hour), kiedy wygasają kontrakty terminowe (futures) na indeks, opcje na indeks oraz opcje na akcje, zatem kiedy dochodzi do ustalania cen notowań na rynkach długoterminowych. W tym czasie gracze giełdowi, w obliczu wygasania pochodnych instrumentów giełdowych próbują doprowadzić do korzystnego dla siebie rozliczenia ich ceny.
Zjawisko to występuje od lat 80., od czasu wprowadzenia na giełdę nowojorską indeksu S&P 500; na Giełdzie Papierów Wartościowych w Warszawie zjawisko raczej słabiej dostrzegane ze względu na niezbyt wielki w niej udział instrumentów o działaniu zbliżonym do kontraktów terminowych. Z drugiej strony mniejsza płynność GPW w porównaniu z rynkami na zachodzie Europy czyni jej indeksy bardziej podatnymi na nietypowe działania inwestorów.
Nazwa zjawiska nawiązuje do szekspirowskich wiedźm w Makbecie.